# Sevnica
 Ovo je glavno značenje pojma Sevnica. Za pritok Idrijce pogledajte Sevnica (Idrijca).
Sevnica (njemački: Lichtenwald) grad je i središte istoimene općine u središnjoj Sloveniji. Grad pripada pokrajini Štajerskoj i statističkoj regiji Donjoposavskoj. 
U Sevnici je djetinjstvo provela Melania Trump.

## Stanovništvo
Prema popisu stanovništva iz 2002. godine Sevnica je imala 4.933 stanovnika.

## Vanjske poveznice
- Službena stranica općine
- Satelitska snimka grada  Arhivirana inačica izvorne stranice od 29. srpnja 2017. (Wayback Machine)